# Campionati europei di windsurf 2014
I Campionati europei di windsurf 2014 sono stati la 9ª edizione della competizione. Si sono svolti ad Çeşme, in Turchia, dal 25 giugno al 5 luglio 2014.

## Medagliere
| Pos.   | Nazione | Oro | Argento | Bronzo | Totale |
| ------ | ------- | --- | ------- | ------ | ------ |
| 1      | Francia | 1   | 1       | 0      | 2      |
| 2      | Polonia | 1   | 0       | 2      | 3      |
| 3      | Spagna  | 0   | 1       | 0      | 1      |
| Totale | Totale  | 2   | 2       | 2      | 6      |

## Podi
| Evento    | Oro            | Argento             | Bronzo                 |
| Maschile  | Piotr Myszka   | Julien Bontemps     | Przemyslaw Miarczynski |
| Femminile | Charline Picon | Marina Alabau Neira | Zofia Noceti-Klepacka  |